# إيفانو بونومي
إيفانو بونومي (بالإيطالية: Ivanoe Bonomi)‏ سياسي إيطالي (18 أكتوبر 1873 - 20 أبريل 1951) تولى رئاسة الحكومة في مملكة إيطاليا مرتين، بين فترتي رئاسته للحكومة أكثر من 22 سنة تمثل معظمها في الحقبة الفاشية بزعامة بينيتو موسوليني. 

## رئاسة الحكومة
- من 4 يوليو 1921 إلى 26 فبراير 1922.
- من 18 يونيو 1944 إلى 19 يونيو 1945.

## روابط خارجية
- إيفانو بونومي على موقع الموسوعة البريطانية (الإنجليزية)
- إيفانو بونومي على موقع مونزينجر (الألمانية)